# Giuseppe Zappulla
Giuseppe Zappulla (Siracusa, 20 dicembre 1957) è un politico e sindacalista italiano.

## Biografia
Sindacalista, dal 1994 fa parte della segreteria provinciale della CGIL di Siracusa e dal 1998 diventa segretario generale della Camera del Lavoro siracusana, carica che mantiene fino a inizio 2006
È stato deputato regionale all'Assemblea Regionale Siciliana nel 2006, eletto con i Democratici di Sinistra, restando in carica fino al 2008.
Alle elezioni politiche del 2013 viene eletto alla Camera dei Deputati, nella circoscrizione Sicilia 2, nelle liste del Partito Democratico. Il 28 febbraio 2017 prende parte alla scissione del Partito Democratico, abbandonando il partito e aderendo ad Articolo 1 - Movimento Democratico e Progressista di Pier Luigi Bersani.
Nel dicembre 2018 - dopo la fine del suo mandato parlamentare - viene nominato coordinatore regionale di Articolo Uno in Sicilia e dall'aprile 2019 segretario regionale.